# Under the Skin (film, 2013)
Pour les articles homonymes, voir Under the Skin.
Pour plus de détails, voir Fiche technique et Distribution.
Under the Skin ou Sous la peau au Québec, est un film de science-fiction britannique de Jonathan Glazer, sorti en 2013.
Il s'agit d'une adaptation du roman Sous la peau de Michel Faber, avec Scarlett Johansson comme actrice principale.
Le film est élu meilleur film des années 2010 par La Septième Obsession,, et est placé 9e du classement des dix meilleurs films de la décennie par les Cahiers du cinéma.

## Synopsis
A Glasgow, Écosse, un motard récupère une jeune femme inerte sur le bord de la route et la dépose à l'arrière d'une camionnette, où Laura, une extraterrestre d'apparence humaine enfile ses vêtements. Après avoir acheté de nouveaux vêtements dont une fourrure et des cosmétiques dans un centre commercial, Laura conduit la camionnette de ville en ville, séduisant des hommes. S'étant assurée qu'ils vivent seuls, elle les fait monter dans son véhicule. Elle les entraîne dans une maison sordide où elle les incite à se dénuder. Tandis qu'ils s'avancent vers elle et qu'elle recule, ils s'enfoncent et disparaissent peu à peu dans le sol devenu liquide, apparemment inconscients de leur environnement, et se retrouvent immergé dans un abîme liquide. Leur dépouille va servir à donner apparence humaine à d'autres créatures. Laura reste impassible.
Elle se montre tout aussi insensible devant une scène poignante. Une jeune femme se noie dans une mer mauvaise, ayant voulu sauver son chien emporté par le courant. Son époux se jette à l'eau, et se trouve lui aussi en difficulté. Un témoin, bon nageur, intervient à son tour et ne peut ramener que le mari, tout espoir de sauver la femme étant vain. Le mari se jette à nouveau à l'eau. Laura s'approche du témoin courageux, qui est à bout de forces. Elle l'assomme d'un coup de gros galet. Elle le traîne jusqu'à sa camionnette, laissant seul sur la grève le bébé du couple, qui hurle de désespoir.
Laura est sous la surveillance d'un motard qui veille à faire disparaitre toute trace de ses victimes et qu'elle garde son insensibilité. Elle ne doit pas être contaminée par son enveloppe humaine, elle ne doit pas être tentée d'éprouver des sentiments.
Un soir, elle fait monter dans sa camionnette un jeune homme triste, au regard fuyant, aux réponses réticentes, au visage déformé par la neurofibromatose. Il n'a jamais eu ni ami ni petite amie, et les gens le provoquent parce qu'ils sont, dit-il, « mal éduqués ». Laura réussit à le mettre en confiance, et à le convaincre de venir jusqu'à la maison. Au dernier moment, contre toute attente, elle lui rend la liberté.
Elle erre désormais à pied, sans sa fourrure de dominatrice, tandis que plusieurs inquiétants motards sont à sa recherche sur toutes les routes. Elle goûte à la nourriture des humains, mais n'arrive pas à l'avaler. Elle est recueillie par un homme qui se montre plus hospitalier qu'empressé de la séduire. Lorsque enfin ils cèdent à leur attirance, c'est l'échec : sous l'enveloppe humaine, le corps de Laura n'est pas adapté.
Elle poursuit alors son errance dans les bois. Un forestier tente de la violer. Dans la lutte, la peau de Laura se déchire et laisse apparaître son vrai corps. Le forestier terrorisé l'asperge d'essence et l'enflamme.

## Fiche technique
- Titre original : Under the Skin
- Titre québécois : Sous la peau[5]
- Réalisation : Jonathan Glazer
- Scénario : Walter Campbell, d'après Sous la peau de Michel Faber
- Direction artistique : Chris Oddy
- Décors : Emer O'Sullivan
- Costumes : Steven Noble
- Photographie : Daniel Landin
- Montage : Paul Watts
- Musique : Mica Levi
- Production : Nick Wechsler et James Wilson
- Sociétés de production : Film4, FilmNation Entertainment, JW Films, Nick Wechsler Productions, Scottish Screen, Silver Reel et UK Film Council
- Sociétés de distribution : MVP Entertainment, Studiocanal, Ascot Elite Entertainment Group, MK2/Diaphana
- Pays d’origine :  Royaume-Uni,  États-Unis,  Suisse
- Langue originale : anglais
- Format : couleur — 35 mm — 1,85:1 — son Dolby numérique
- Genre : science-fiction
- Durée : 108 minutes
- Dates de sortie[6] :
  - États-Unis : 29 août 2013 (Festival du film de Telluride)
  - Royaume-Uni : 14 mars 2014
  - États-Unis : 4 avril 2014
  - Suisse : 5 juillet 2014
  - Canada : 9 mai 2014
  - France : 25 juin 2014
- Classification : 
  - France : Tout public avec avertissement lors de sa sortie en salles mais interdit aux moins de 16 ans lors de sa diffusion à la télévision.

## Distribution
- Scarlett Johansson (VF : Julia Vaidis-Bogard ; VQ : Sophie Ostria) : Laura
- Lynsey Taylor MacKay : la jeune fille dont Laura revêt la peau[7]
- Paul Brannigan (VF : Emmanuel Quatra) : Andrew, le dragueur de la boîte de nuit
- Krystof Hádek (VQ : Olivier Valiente) : le nageur tchèque
- Robert J. Goodwin : un client du salon de thé
- Michael Moreland (VQ : Michaël Cermeno) : l'amoureux attentionné
- Scott Dymond : l'homme nerveux
- Jeremy McWilliams : l'extraterrestre à moto
- Adam Pearson (VQ : Michel Barrio) : le jeune homme au visage déformé par la neurofibromatose de type I[8]
- Dave Acton (VQ : Jean-Paul Szybura) : le forestier[7]

## Accueil

### Accueil critique

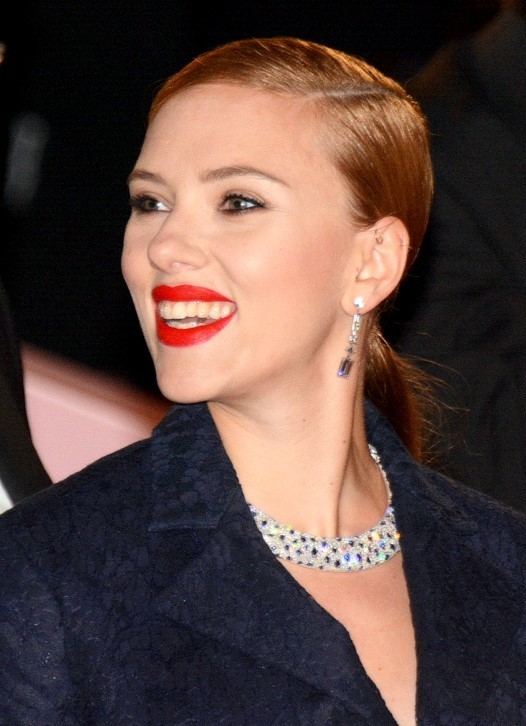
La performance de l'actrice principale Scarlett Johansson a été saluée par la critique.

La plupart des critiques sont positives. Ainsi, pour les Cahiers du cinéma, il est « Difficile d’ignorer que le film finit par se faire rattraper par son sujet. Peu importe, tant Jonathan Glazer aura jusque-là essaimé son film d’hallucinations fortes, de chimères impressionnantes, de transfigurations glaçantes, qui nous hanteront encore longtemps », tandis que pour Le Monde, qui le classe dans les 100 meilleurs films de l'histoire, « Tout comme l'objet de leur désir est autre qu'une femme, Under the skin est un film autre, un alien. [C'est] un récit de science-fiction, un poème érotique et romantique, un labyrinthe de miroirs qui exacerbe délicieusement les ambiguïtés du jeu dramatique. L'un des longs-métrages les plus excitants que l'on ait vus ces derniers mois. ». D'après Les Inrockuptibles, c'est « Un film fascinant qui, sous la peau de la science-fiction, interroge le statut de la star Scarlett Johansson et, plus largement, la puissance du cinéma. » et Mad Movies trouve que « Pour tout dire, rarement une œuvre aura retranscrit avec une telle acuité la sensation d'être étranger à son corps. ». Selon Metro, c'est « Un vrai film d’auteur radical, dépouillé, clinique mais scotchant si vous acceptez de vous laisser embarquer dans cet univers à nul autre pareil. ». Et pour Transfuge, « Under the skin se fait alors documentaire extraterrestre, sorcier sur l'humanité. Dans ce film où le mystère est l'essence des choses, l'élucidation, l'interprétation achopperont toujours. Il faut changer nos réflexes de spectateur […] Splendide ambition, accomplie, qui consiste à faire de nous des spectateurs neufs. ».
Il y a eu également quelques critiques négatives. Par exemple, pour Le Journal du dimanche, « Si on entrevoit les limites de cette mécanique qui, néanmoins, tourne un peu à vide, comme un clip, Under the skin avec son rythme languissant, son économie de moyens et ses non-dits marque l'esprit de façon durable. Un récit crépusculaire et résolument charnel. ». Et selon Positif, « Au spectateur, s'il en a le courage, de combler les ellipses et les fausses pistes d'un scénario dont la magie supposée s'évaporera lors de la scène finale. Entre bluff et intuitions de mise en scène, cet essai trouve peut-être sa vraie dimension dans la richesse de la bande-son. ».
Dans leur Top Ten annuel Les Cahiers du cinéma ont placé le film en 3e position (juste derrière P'tit Quinquin et Adieu au langage).

## Distinctions

### Récompenses
- Boston Online Film Critics Association Awards 2014 : Meilleure musique originale pour Mica Levi
- Chicago Film Critics Association Awards 2014 : Meilleure musique de film pour Mica Levi
- Festival international du film de Dublin 2014 : Meilleure photographie
- Indiana Film Journalists Association Awards 2014 : Meilleure musique de film pour Mica Levi
- Los Angeles Film Critics Association Awards 2014 : Meilleure musique de film pour Mica Levi (ex æquo avec Jonny Greenwood pour Inherent Vice)
- Prix du cinéma européen 2014 : Meilleur compositeur pour Mica Levi
- Washington DC Area Film Critics Association Awards 2014 : Meilleure musique originale pour Mica Levi
- National Society of Film Critics Awards 2015 : Meilleure actrice pour Scarlett Johansson (3e place, également pour Lucy)

### Nominations et sélections
- British Independent Film Awards 2013 :
  - Meilleur réalisateur pour Jonathan Glazer
  - Meilleure actrice pour Scarlett Johansson
  - Meilleur technicien pour Johnnie Burn (son) et Mica Levi (musique)

- Festival du film de Londres 2013
- Festival international du film de Toronto 2013 : sélection « Special Presentations »
- Mostra de Venise 2013 : sélection en compétition officielle

- Gotham Awards 2014 :
  - Meilleur film
  - Meilleure actrice pour Scarlett Johansson

- British Academy Film Awards 2015 :
  - Meilleur film britannique
  - Meilleure musique de film pour Mica Levi

- Critics' Choice Movie Awards 2015 : meilleur film de science-fiction/horreur
- Film Independent's Spirit Awards 2015 : meilleur film étranger